# Ladislav Chalupský
Ladislav Chalupský (30. července 1911 Telč – 1940 Koncentrační tábor Dachau nebo 13. srpna 1942 Auschwitz) byl český učitel, důstojník a oběť nacismu.

## Život
Ladislav Chalupský se narodil 30. července 1911 v Telči v rodině železničáře. V roce 1931 odmaturoval na reálce v rodném městě, podruhé pak po absolvování abiturientského kurzu na učitelském ústavu ve Svatém Janu pod Skalou. Následně nastoupil prezenční vojenskou službu Během ní vystudoval školu pro důstojníky v záloze, kterou ukončil v roce 1933, a dosáhl hodnosti podporučíka. Z vojenské služby odešel 1. ledna 1935 a nastoupil jako učitel na obecné škole v Dačicích. Souběžně působil jako instruktor předvojenské výchovy, zúčastnil se několika cvičení a zdokonalovacích armádních kurzů a byl povýšen do hodnosti poručíka pěchoty v záloze. V období všeobecné mobilizace na podzim 1938 velel jako příslušník 31. pěšího pluku četě v prostoru Chvaletín - Modletice. Po Německá okupace Čech, Moravy a Slezska v březnu 1939 vstoupil do protinacistického odboje v organizaci Obrana národa. Za svou činnost byl 14. prosince 1939 zatčen gestapem. Některé zdroje uvádějí, že zahynul 13. srpna 1942 v koncentračním táboře Auschwitz., jiné, že v roce 1940 v koncentračním táboře Dachau.